# Quando lei era buona
Quando lei era buona (in originale When She Was Good) è un romanzo di Philip Roth pubblicato nel 1967.
È il solo romanzo di Roth con protagonista femminile, Lucy Nelson. È ambientato negli anni 1940, in una piccola città degli Stati Uniti medio occidentali, dove la giovane donna vive cercando ambiziosamente di aderire alla moralità del posto. Con un padre alcolista, spesso in prigione, fin da piccola ha tentato e tenta ancora di redimere gli eccessi degli uomini intorno a sé, anche se questo a volte significa autodistruggersi. Tra questi, vi è Roy, marito infantile e sfortunato. Pur essendo un racconto tragico che finisce con la scomparsa della donna, il libro tra desideri e rancori ha anche momenti quasi comici, come davanti allo spettacolo di un "supereroe senza poteri".
Il regista Ivan Passer tentò di farne un film e Roth si lasciò tentare di scriverne la sceneggiatura, ma il progetto non andò in porto.

## Edizioni italiane
- Philip Roth, Quando Lucy era buona, traduzione di Bruno Oddera, Milano, Rizzoli, 1970.
- Philip Roth, Quando lei era buona, traduzione di Norman Gobetti, collana Supercoralli, Torino, Einaudi, 2012,  p. 312, ISBN 978-88-06-21086-1. (Poi in Super ET, uniform edition, 2015, pp. 322)